# Hérold Goulon
Hérold Goulon (París, Francia, 12 de junio de 1988) es un futbolista francés. Juega de defensor y su equipo actual es el Pahang FA de la Superliga de Malasia.

## Clubes
| Club               | País       | Año           | PJ | Goles |
| ------------------ | ---------- | ------------- | -- | ----- |
| Le Mans            | Francia    | 2008 - 2010   | 37 | 0     |
| Blackburn Rovers   | Inglaterra | 2010 - 2012   | 4  | 0     |
| Doncaster Rovers   | Inglaterra | 2012          | 5  | 0     |
| Zawisza Bydgoszcz  | Polonia    | 2013 - 2015   | 24 | 2     |
| AC Omonia Nicosia  | Chipre     | 2015 - 2016   | 20 | 2     |
| Viitorul Constanța | Rumania    | 2016          | 4  | 0     |
| Doxa Katokopias    | Chipre     | 2017          | 15 | 1     |
| AEP Paphos FC      | Chipre     | 2017-2018     | 26 | 2     |
| Ermis Aradippou    | Chipre     | 2018          | 9  | 0     |
| Pahang FA          | Malasia    | 2019-presente |    |       |